# Fuerza contraelectromotriz
La fuerza contraelectromotriz se define como una característica de los receptores que mide en voltios la energía por unidad de carga que consume el mismo. Se opone al paso de la corriente eléctrica en una inductancia, reduciendo después de unos milisegundos el consumo de la misma.
Su expresión matemática es la siguiente:

{\displaystyle E'=T'/q\,\!} o {\displaystyle E'=T'/It\,\!}

## Fuerza contra-electromotriz en motores eléctricos.
En cuanto circula corriente por el bobinado del rotor (inducido), se produce la acción dinámica entre la corriente y el campo magnético de las expansiones polares, haciendo que el motor comience a funcionar. Pero en cuanto los conductores del rotor se mueven, cortan las líneas de fuerza del campo y por tal motivo se inducirá una Fuerza electromotriz (FEM) en ellos. De acuerdo con la Ley de Lenz, la fuerza electromotriz tiende a oponerse a la causa que la genera, es decir que, en el caso que nos ocupa, tenderá a frenar el rotor.
Aplicando la regla de la mano derecha, se encuentra que la espira es impulsada hacia un sentido señalado, pero al moverse los conductores que la forman dentro del campo se inducirá una FEM cuyo sentido se encuentra con la regla de la mano derecha y el sentido de la tal es opuesto al de la corriente principal. Por tal motivo a esa FEM se la llama fuerza contra-electromotriz, y obliga a aumentar la tensión aplicada al motor para que se asegure la circulación de corriente en el rotor.
Si una espira corta a un flujo a razón de {\displaystyle \eta \,\!} revoluciones por minuto, la FEM inducida tendrá el valor de:

{\displaystyle e=p\phi \eta \,\!}

siendo:
{\displaystyle p\,\!} número de polos
{\displaystyle \phi \,\!} flujo
{\displaystyle \eta \,\!} revoluciones por minuto (RPM)
Para más de una espira, debe multiplicarse por el número de ellas la fórmula anterior.
Como conclusión la FCEM depende directamente del flujo y las revoluciones que tome el rotor y de los polos y número de espira como constantes del aparato (generador o motor de CC).

{\displaystyle E=K\phi \eta \,\!}

Un motor eléctrico que se le aplica un momento de torsión eléctrica provoca que una espira por la cual fluye una corriente eléctrica gire en un campo magnético constante pero si a ese campo magnético le producimos una corriente eléctrica y hacemos girar la bobina del rotor entonces provocaremos una f.e.m. inducida. Con lo cual se puede decir que en un motor eléctrico de cualquier tipo puede convertirse en un generador eléctrico. Cuando un motor eléctrico tiene un movimiento debido al campo magnético se le llama fuerza contra electromotriz.